# Имперский матрикул
Имперский матрикул (имперская метрика; нем. Reichsmatrikel) — периодически утверждаемый рейхстагом перечень сословий Священной Римской империи с распределением обязанностей по выставлению воинских контингентов в имперскую армию и уплате общеимперских налогов. Включение территории в имперский матрикул означало подтверждение её статуса как непосредственного имперского лена, что предоставляло соответствующему правителю широкий объём прав и прерогатив, предусмотренных имперским правом для имперских сословий.
Первый имперский матрикул был утверждён в 1422 г. имперским сеймом в Нюрнберге. Особое значение имеет имперский матрикул 1521 г., оформивший соглашение между императором Карлом V и имперскими сословиями о порядке финансирования расходов на коронацию Карла V в Риме. Вормсский матрикул считается одним из базовых законов Священной Римской империи нового времени, поскольку он зафиксировал перечень территориальных образований, признанных субъектами империи, и установил принципы комплектования и финансирования имперских вооружённых сил. 
Вормсский матрикул 1521 г. предусматривал формирование имперской армии в размере 4 000 единиц кавалерии и 20 000 солдат пехоты, что соответствовало уплате имперскими сословиями налога в размере 51 000 гульденов. За основу для расчёта уплачиваемой каждой территорией суммы был взят так называемый «римский месяц», то есть денежная сумма, необходимая для содержания всей имперской армии в течение одного месяца. Эта единица использовалась для определения финансовых обязательств сословий по отношению к империи. Общая сумма разделялась между  территориальными образованиями, признанными имперскими сословиями, примерно пропорционально величине и финансовому потенциалу каждого. Сумма, подлежащая внесению в имперский бюджет с каждой территории, в имперском матрикуле указывалась в эквиваленте соответствующей численности солдат пехоты и кавалерии. Так, архиепископ Зальцбургский был обязан уплатить сумму, необходимую для содержания 120 единиц кавалерии и 554 пехоты, тогда как небольшое графство Ортенбург выставляло всего 4 всадников и 26 пехотинцев. 
С течением времени перечень имперских сословий и величина имперской армии неоднократно менялись, что фиксировалось соответствующими имперскими матрикулами, которые утверждал рейхстаг. Принципы распределения финансовых обязанностей, а также костяк субъектного состава империи, установленные Вормсским матрикулом 1521 г., однако, оставались практически неизменными до конца существования Священной Римской империи.